# Llinda de Can Ballestoles
La Llinda de Can Ballestoles és un element arquitectònic de Santa Pau (Garrotxa) inclòs a l'Inventari del Patrimoni Arquitectònic de Catalunya.

## Descripció
Can Ballestoles és una casa de planta baixa i un pis que ha sofert moltes modificacions posteriors i conserva una bonica llinda amb la inscripció: "GVARDARTE VOLDRIA PERQVE AB TREBALL TE HE FETA 1761" i una creu al mig.

## Història
La vila de Santa Pau deu la gran empenta constructiva als seus barons. A finals de l'època feudal es va bastir tot el reducte fortificat; muralles, castell, plaça porticada o firal dels bous i grans casals. Poc després es va bastir la Vila Nova, fora muralles, al voltant de la Plaça del Baix. Cal destacar els grans casals de Can Cortada i Can Daniel. Al segle xviii es construïren les cases del carrer del Pont i les del carrer de Sant Roc. Al segle xix s'edificaren les del carrer Major.